# Grube Smyrna
Die Grube Smyrna ist eine ehemalige Eisen-Grube des Bensberger Erzreviers in Bergisch Gladbach. Das Gelände gehört zum Stadtteil Herkenrath. Das Grubenfeld wurde am 18. Juni 1868 auf Eisen verliehen und befand sich in jüdischem Eigentum. Die Stadt Izmir hatte in der Antike den Namen Smyrna. Nach der Eroberung Jerusalems durch Titus im so genannten Jüdischen Krieg flohen viele jüdische Eliten nach Smyrna in die Diaspora. Die Berechtsamsakte der Grube Smyrna wurde durch Beschluss des Oberbergamtes Bonn vom 18. September 1937 gelöscht. Das heißt, sie wurde entsprechend dem Zeitgeist des NS-Regimes vernichtet, um die Existenz der Grube und die Erinnerung an diesen Grubennamen dauerhaft zu beseitigen. Im Berggrundbuch findet sich folgender Vermerk: „Wegen Aufhebung des Bergwerkseigentums geschlossen am 10. November 1937.“ Der Fundpunkt lag im Bereich Asselborner Weg, Johanniterstraße, St.-Antoniusstraße. Spuren von Bergbau sind wegen der Bebauung nicht mehr zu finden. Über die  Betriebstätigkeiten ist nichts bekannt.